# Xã Gennessee, Quận Kandiyohi, Minnesota
Xã Gennessee (tiếng Anh: Gennessee Township) là một xã thuộc quận Kandiyohi, tiểu bang Minnesota, Hoa Kỳ. Năm 2010, dân số của xã này là 413 người.